# Leonardo Giustiniani
Leonardo Giustiniani (1388-1446) (* Veneza, 1388 - † Veneza, 10 de Novembro 1446), foi humanista, literato, tradutor, helenista, latinista, compositor, poeta e chefe de estado veneziano.   Era irmão de São Lorenzo Giustiniani (1381-1455), primeiro patricarca de Veneza.  Desempenhou importantes cargos políticos, inclusive o de Chefe do Conselho dos Dez e Procurador de São Marcos, em 1443.  Realizou diversas traduções do grego, inclusive da obra Vidas Paralelas de Plutarco.

## Biografia
Nasceu em uma das famílias mais ricas de Veneza, que juntamente com outros poderosos, detinham o poder real do Estado.  
Ajudado pela sua posição familiar e pelo seu caráter brilhante de homem público, cultivou a carreira política alcançando posições de prestígio.  Foi membro e depois chefe do Conselho dos Dez, tornando-se Procurador de São Marcos, que era a segunda posição do Estado.  O Conselho dos Dez, surgiu em 1310 e se tornara um instrumento legal de repressão e que a república utilizava para descobrir e punir as conspirações internas das famílias mais abastadas que aspiravam o poder.  Esse modo de repressão funcionou até o ano de 1797.  A morte inesperada de Giustiniani, ocorrida em 10 de Novembro de 1446, o impossibilitou de nomear um Doge.
Além da paixão puramente política, Leonardo conseguiu se fortalecer por um forte interesse literário evitando então uma contaminação entre as duas esferas.  Entrou em contato com personagens ilustres do humanismo tais como Flavio Biondo (1392-1463), Guarino da Verona e Francesco Filelfo (1398-1481).
A literatura para ele foi uma verdadeira e prazerosa elevação do espírito, uma espécie de refúgio das imensas preocupações diárias criadas pelos negócios públicos, declaração feita por ele mesmo ao seu amigo e professor humanista Guarino Veronese.

## Obras
- Traduziu do grego para o latim a obra Vidas Paralelas, escrita por Plutarco.
- Autor de inúmeras orações em latim, das quais somente uma sobreviveu.
- Vita de San Niccolò (uma tradução da Vida de São Nicolau)
- Canzoniere di Francesco Petrarca (Cancioneiro de Petrarca)
- Canzonette - cançonetas amorosas escritas em linguagem vulgar.  Foram acolhidas com grande entusiasmo pelo público da época.

## Produções Sacras
Quando adulto, Leonardo se aproximou da produção sacra, impulsionado por uma fé sincera e também sob a influência do seu irmão Lorenzo, bispo de profunda piedade cristã.
Foi autor, em particular, de um panegírico: oriundo da poesia vernacular intimamente associada à espiritualidade e à vida religiosa da sua época.  Aparentemente entoado de uma simplicidade de estilo popularesco, eram, na verdade, relacionadas às tradições mais ilustres do gênero, passando por Francisco de Assis e Jacopone da Todi (1230-1306).

## A crítica
Muito elogiado pelos contemporâneos por causa das suas rimas, Leonardo sofreu um revés com as teorias predominantes durante o século XV, que levarão a reconhecer o literato toscamo como única e legítima expressão da cultura latina.
Assim como outros escritores do norte da Itália (como é o caso de Boiardo), Leonardo será fortemente penalizado pelas tendências dialéticas que exaltam a riqueza linguística.  Somente na segunda metade do século XVIII, a obra deste gênio será descoberta e valorizada.